# Running with the Wolves
Running with the Wolves è il primo EP della cantante norvegese Aurora, pubblicato il 4 maggio 2015.
Esso è stato premiato con il prestigioso premio Spellemannprisen nella categoria miglior esordio.

## Tracce
Testi di Aurora.
1. Runaway – 4:10 (musica: Aurora, Magnus Åserud Skylstad)
2. Running with the Wolves – 3:12 (musica: Aurora, Michelle Leonard, Nicolas Rebscher)
3. In Boxes – 3:22 (musica: Aurora, Electric)
4. Little Boy In The Grass – 4:15 (musica: Aurora, Skylstad, Odd Martin Skålnes)

## Formazione
- Aurora – voce, pianoforte, sintetizzatore, produzione
- Odd Martin Skålnes – basso, percussioni, sintetizzatore, pianoforte, programmazione, missaggio, produzione
- Magnus Åserud Skylstad – batteria, percussioni, sintetizzatore, missaggio, produzione
- Nicolas Rebscher – sintetizzatore, programmazione
- Alex Wharton – mastering
- Magnus Rakeng – direzione artistica
- Kenny McCracken – fotografia